# علم خان
علم خان هو ممثل هندي، ولد في 19 يونيو 1999 بمومباي في الهند.

## وصلات خارجية
- علم خان على موقع IMDb (الإنجليزية)
- علم خان على موقع قاعدة بيانات الفيلم (الإنجليزية)